# 배럿 스트롱

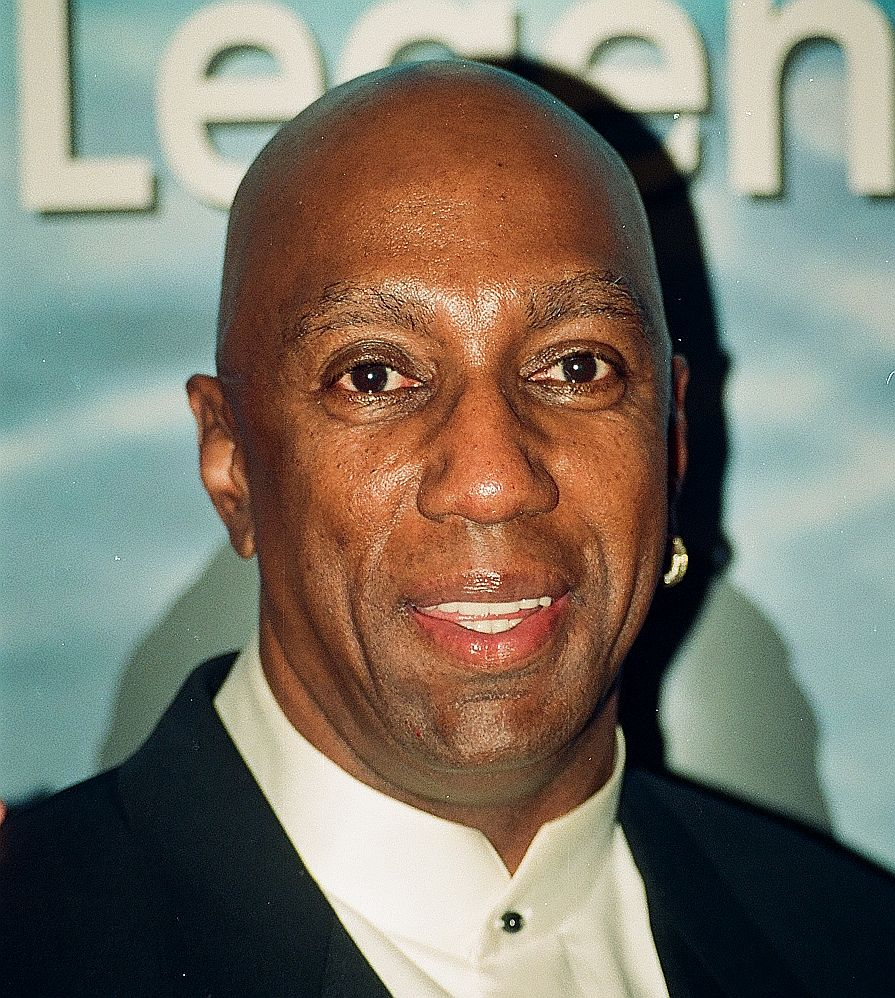
1996년 모습

배럿 스트롱(Barrett Strong, 본명: 배럿 스트롱 주니어, Barrett Strong Jr., 1941년 2월 5일 ~ 2023년 1월 28일)는 모타운 레코드 레이블의 첫 히트 싱글인 "Money (That's What I Want)"를 녹음한 것으로 유명한 미국의 가수 겸 작곡가이다. 또한 프로듀서 노먼 휘트필드와 협력하여 작곡한 것으로도 유명하다. 이들은 함께 "I Heard It Through the Grapevine", "War", "Just My Imagination (Running Away with Me)", "Papa Was a Rollin' Stone"과 같은 노래를 썼다.
2004년, 스트롱은 휘트필드와 함께 송라이터 명예의 전당에 입성했다.

## 음반
- Stronghold
- Live & Love
- Love Is You
- Stronghold II